# La Merca (parroquia)
La Merca (llamada oficialmente Santa María da Merca) es una parroquia y un lugar del municipio español de La Merca, en la provincia de Orense, Galicia.

## Toponimia
La parroquia también es conocida por el nombre de Santa María de La Merca.

## Organización territorial
La parroquia está formada por nueve entidades de población, constando siete de ellas en el nomenclátor del Instituto Nacional de Estadística español:
- A Corredoira
- Matusiños
- A Merca
- Merouzo Grande
- Merouzo Pequeno
- Suameixe
- Vilaboa
- Vilachá
- Vilar de Paio Muñiz

## Demografía

### Parroquia
| Gráfica de evolución demográfica de La Merca (parroquia) entre 2000 y 2022 |
|                                                                            |
| Datos según el nomenclátor publicado por el INE.                           |

### Lugar
| Gráfica de evolución demográfica de A Merca (lugar) entre 2000 y 2022 |
|                                                                       |
| Datos según el nomenclátor publicado por el INE.                      |